# 충주 어씨
충주 어씨(忠州 魚氏)는 충청북도 충주시를 관향으로 하는 한국의 성씨이다. 시조 어중익(魚重翼)은 고려 때 벼슬이 금자광록대부(金紫光錄大夫) 문하시중(門下侍中) 평장사(平章事)에 이르렀고 충주백(忠州伯)에 봉해졌다.

## 역사
《기묘보(己卯譜)》 세록(世錄)편에 따르면, 시조 어중익(魚重翼)은 본래 충주 지씨였으나, 기이한 체모와 겨드랑이에 있던 세 개의 비늘 때문에 고려 태조가 어씨(魚氏)를 하사하였다고 한다. 그러나 충주 지씨(忠州池氏)의 시조가 고려에 온 것은 960년(광종 11)이라고 하므로 시기가 맞지 않는다는 지적이 있다. 어중익은 벼슬이 금자광록대부(金紫光錄大夫) 문하시중(門下侍中) 평장사(平章事)에 이르렀다. 《지씨천년사(池氏千年史)》에 의하면, 그가 충주백(忠州伯)에 봉해졌다고 하였으므로 충주를 본관으로 삼은 것이다.
어중익 이후의 세대를 실전(失傳)하였으므로, 고려 말에 성균진사(成均進士)에 오른 후손 어승진(魚升震) 뿐만 아니라 本鄕인 충주시 이류면 고려중기 활동하시던 翼安公묘소를 모시며 충주어씨 대종회 세보를 잇고있다. 어승진의 증손 어유소(魚有沼)는 이시애의 난을 토평하여 적개일등공신(敵愾一等功臣)에 오르며 예성군(蘂城君)에 봉해졌다.

## 과거 급제자
충주 어씨는 조선시대 무과 급제자 10명을 배출하였다.
무과
어경남(魚慶男) 어경진(魚京進) 어득준(魚得濬) 어득추(魚得湫) 어득황(魚得滉)
어진장(魚震長) 어진흥(魚震興) 어필룡(魚必龍) 어한필(魚漢弼) 어흥립(魚興立)

## 집성촌
- 경기도 양주시
- 경기도 가평군
- 강원특별자치도 영월군
- 강원특별자치도 춘천시 남면
- 강원특별자치도 정선군 남면
- 충청북도 충주시
- 충청북도 괴산군 청안면
- 충청북도 음성군
- 충청북도 제천시

## 인구
- 1985년 825가구 3,505명
- 2000년 883가구 2,893명

## 같이 보기
- 충주 지씨
- 경흥 어씨
- 함종 어씨